# De vulgaire geschiedenis van Charelke Dop (boek)
De vulgaire geschiedenis van Charelke Dop, ook gekend als Charelke Dop, is een boek geschreven door Ernest Claes in 1923.

## Synopsis
Het is de Eerste Wereldoorlog. Charelke Dop verhuist van Diest naar Brussel. Deze manipulatieve, leugenachtige, gierige, immorele, charmante weduwnaar verdient er veel geld door enerzijds mensen aan te geven bij de Duitsers maar anderzijds zelf te doen aan smokkelen, verraad en afpersing. Hij krijgt het zelfs voor elkaar om anderen ervan te overtuigen dat hij heldendaden verrichtte (in plaats van wandaden), waardoor hij eremedailles en een bijhorende ceremonie krijgt.

## Verfilming
Het boek werd in 1985 verfilmd door de "Dienst Drama" van de Belgische zender BRT, thans VRT, in een tweedelige televisiefilm onder dezelfde titel.